# Haruka Tachimoto
Haruka Tachimoto (japanska: 田知本 遥), född den 3 augusti 1990 i Imizu, är en japansk judoka.
Hon tog OS-guld i de olympiska judo-turneringarna vid olympiska sommarspelen 2016 i Rio de Janeiro i damernas mellanvikt..